# Скарлат Каллімакі
Скарлат Каллімакі (рум. Scarlat Callimachi: 1773, Константинополь — 12 січня 1821, Константинополь) — господар Молдовського князівства в 1806, а також в 1807-1810 і 1812-1819.

## Життєпис
Син Александру Каллімако.

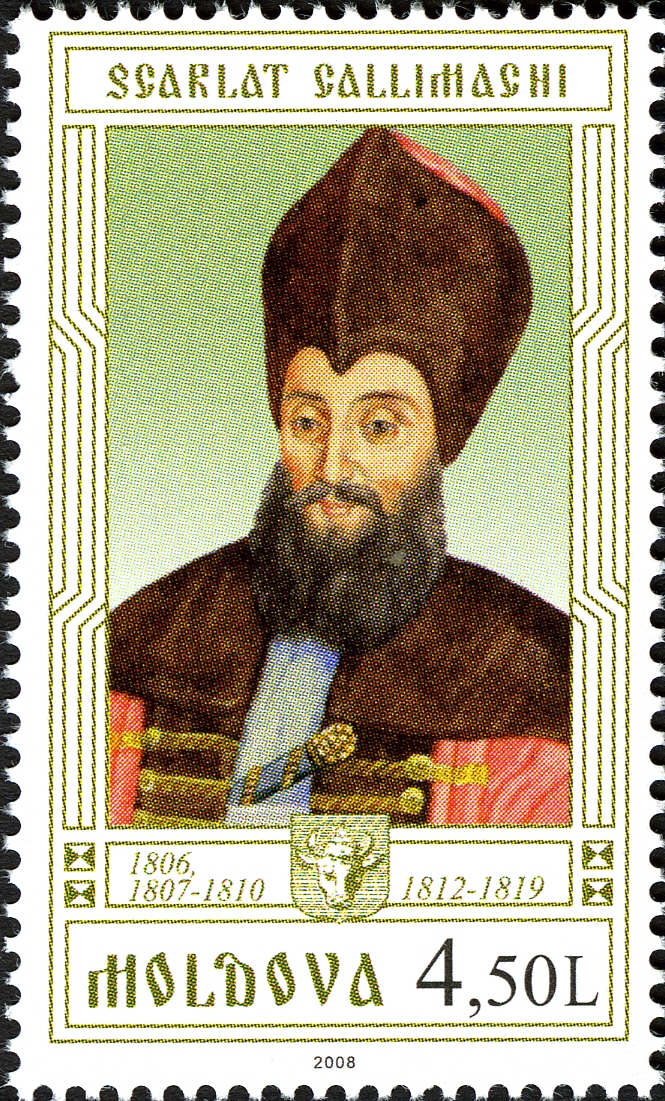
Поштова марка Молдови

У 1814 видав фінансові правила, згідно з яким збільшувалися непрямі податки і фіксувалася подать для всієї знаті в розмірі 1260 тисяч піастрів.
Кодекси законів, видані в Молдовському князівстві при Скарлату Каллімакі в 1817, уніфікуючи норми цивільного, кримінального, сімейного та процесуального права — були покликані зміцнити феодальні інститути в князівстві і позиції панівного класу в умовах посилиння соціальних рухів селян і міських низів.
З документів 1813 відомо, що у Скарлата Каллімакі було власний прапор із зображенням голови туру.